# Rio Grosne
O rio Grosne (em francês:  la Grosne) é um rio com 95,6 km de comprimento, que percorre os departamentos de Rhône e Saône-et-Loire, em França. Nasce perto de Saint-Bonnet-des-Bruyères. Corre geralmente para norte e é afluente pela margem direita do rio Saône, no qual desagua perto de Marnay.

## Departamentos e comunas atravessados
Ao longo do seu percurso o rio Grosne atravessa sucessivamente os seguintes departamentos e comunas:
- Departamento de Rhône: Saint-Bonnet-des-Bruyères
- Departamento de Saône-et-Loire: Saint-Pierre-le-Vieux, Saint-Léger-sous-la-Bussière, Trambly, Montagny-sur-Grosne, Brandon, Clermain, Mazille, Sainte-Cécile, Jalogny, Cluny, Cortambert, Lournand, Massilly, Bray, Taizé, Ameugny, Cormatin, Malay, Savigny-sur-Grosne, Saint-Gengoux-le-National, Sercy, Bresse-sur-Grosne, Santilly, La Chapelle-de-Bragny, Messey-sur-Grosne, Lalheue, Laives, Saint-Ambreuil, Beaumont-sur-Grosne, Saint-Cyr, Varennes-le-Grand, Marnay